# Walter Nausch
Walter Nausch (Bécs, 1907. február 5. – Obertraun, 1957. július 11.) osztrák labdarúgó,  edző. Balfedezet, bal oldali szélsőjátékos volt, a legendás osztrák „Wunderteam” csapatkapitánya. A második világháborút követően az osztrák válogatott szövetségi kapitányaként világbajnoki bronzérmet szerzett.